# Regierung M. Eyskens
Die Regierung M. Eyskens I war die belgische Föderalregierung vom 6. April 1981 bis zum 17. Dezember 1981. In der Regierung vertreten waren die Parteien CVP/PSC und die SP/PS.
Die Regierung folgte auf die Regierung Martens IV und wurde nach einem Konflikt über die Finanzierung des Strukturwandels in der wallonischen Stahlindustrie abgelöst durch die Regierung Martens V.

## Minister und Staatssekretäre
Die Regierung bestand aus 25 Ministern und sieben Staatssekretären. Die Parteien waren wie folgt vertreten: CVP (11), PS(8), SP (6) und PSC (7).
| Minister                                                                                        | Name                      | Partij | Partij |
| ----------------------------------------------------------------------------------------------- | ------------------------- | ------ | ------ |
| Premierminister                                                                                 | Mark Eyskens              |        | CVP    |
| Vizepremiernister und Haushalt                                                                  | Guy Mathot                |        | PS     |
| Vizepremierminister und Wirtschaft                                                              | Willy Claes               |        | SP     |
| Vizepremierminister, Mittelstand und Plan                                                       | José Desmarets            |        | PSC    |
| Öffentliche Arbeiten und institutionelle Reformen                                               | Jos Chabert               |        | CVP    |
| Auswärtige Angelegenheiten                                                                      | Charles-Ferdinand Nothomb |        | PSC    |
| Bildung und Unterricht                                                                          | Willy Calewaert           |        | SP     |
| Landwirtschaft                                                                                  | Albert Lavens             |        | CVP    |
| Wohlfahrt, Familien und Volksgesundheit                                                         | Luc Dhoore                |        | CVP    |
| Flämische Gemeinschaft                                                                          | Gaston Geens              |        | CVP    |
| Wallonische Region                                                                              | Jean-Maurice Dehousse     |        | PS     |
| Aussenhandel                                                                                    | Robert Urbain             |        | PS     |
| Finanzen                                                                                        | Robert Vandeputte         |        | CVP    |
| Arbeit                                                                                          | Roger De Wulf             |        | SP     |
| Flämische Gemeinschaft                                                                          | Marc Galle                |        | SP     |
| Französische Gemeinschaft                                                                       | Michel Hansenne           |        | PSC    |
| Justiz und institutionelle Reformen                                                             | Philippe Moureaux         |        | PS     |
| Entwicklungszusammenarbeit                                                                      | Daniël Coens              |        | CVP    |
| Öffentlicher Dienst und Wissenschaftspolitik, mit der Koordination der Umweltpolitik beauftragt | Philippe Maystadt         |        | PSC    |
| Brüsseler Region                                                                                | André Degroeve            |        | PS     |
| Soziales und Pensionen                                                                          | Pierre Mainil             |        | PSC    |
| Post und Telekommunikation                                                                      | Freddy Willockx           |        | SP     |
| Landesverteidigung                                                                              | Frank Swaelen             |        | CVP    |
| Inneres und Bildung                                                                             | Philippe Busquin          |        | PS     |
| Kommunikation                                                                                   | Valmy Féaux               |        | PS     |
| Staatssekretäre                                                                                 | Name                      | Partei | Partei |
| Dem Minister für die Flämische Gemeinschaft zugeordnet (Geens)                                  | Rika De Backer            |        | CVP    |
| Dem Minister für die Region Brüssel zugeordnet                                                  | Cécile Goor               |        | PSC    |
| Dem Minister für die Flämische Gemeinschaft zugeordnet (Geens)                                  | Paul Akkermans            |        | CVP    |
| Dem Minister für die Flämische Gemeinschaft zugeordnet (Geens)                                  | Rika Steyaert             |        | CVP    |
| Dem Minister für die Region Brüssel zugeordnet                                                  | Lydia De Pauw             |        | SP     |
| Dem Minister für die Wallonische Region zugeordnet                                              | Melchior Wathelet         |        | PSC    |
| Dem Minister für die Wallonische Region zugeordnet                                              | Guy Coëme                 |        | PS     |